# 徐志清
徐志清1924年1月24日—2005年9月17日，福建省德化縣人。中華人民共和國學者，內蒙古財經學院副教授。

## 生平
徐志清出生在一个歸僑中農家庭。在整個宗族的支持下，7岁的徐志清小学就读于当地荷兰传教士开办的学校（西方式教育），12岁时考入永春第二中学初高中连读（永春二中是泉州地区百年贵族老学校），19岁考入福建省国立师范学校（就读1年），20岁考入暨南大学国际贸易系，1948年毕业（获商学学士）。
1947年徐志清大学毕业后，到台湾找到工作，1949年8月从台湾返回大陆。在台灣期間，在台湾经济通讯社担任《台湾商报》记者，同时兼任一所夜校的老师。1949年中华人民共和国即将成立之際，被大学时的学生会领袖戴枕（中共党员，后任新华社驻香港分社副社长），巧妙安排乘船于1949年8月返回大陆，到达青岛后由台湾民主自治同盟的领导谢雪红，亲自组织先后回大陆的人士到各地参观学习，在观摩天安门广场举办的新中国成立大会后，于1949年10月3日徐志清参加了中国人民解放军，被安排在张致祥将军身边担任秘书（张致祥将军后任文化部副部长、中联部副部长）。不巧的是1950年朝鲜战争爆发，美国第七舰队封锁台湾海峡，解放军攻打台湾的计划搁浅。1950年十月徐志清老师随张致祥将军到中国人民解放军华北军政大学任教（当时解放军高级指挥员文化偏低亟需学习提高），一直到1955年复员回到福建（朝鲜战争停战，部队大裁军和实行军衔制）。复员后在福州第二中学任教，1956年调入包頭一中任教，1981年调入内蒙古财经学院（现在的内蒙古财经大学）任教。

### 文革期間
由於曾經在台灣的工作經歷，在文革期間被扣上“台湾来客”的帽子。先后三次被关入牛棚，身心受到摧残。在文革对其的“历史问题”进行大规模甄别，直到1971年对他的外调由魏力军（后任包头市人民政府副市长）和一位工宣队成员参与的，他们历时两个多月，行程北京——保定——青岛——上海——福州——泉州——广东（毗邻香港的罗湖口岸），对徐志清外调取证。證明去台灣和回大陸行為是革命的举动。

### 出书立著
他熟悉《中国财政史》、《中国对外贸易史》教学工作，编写过《中国对外贸易史》讲稿、《中国古代管理思想》讲稿，研究《中国货币史》、《孙子兵法》。撰写过《商鞅变法的财政经济措施》、《西汉王朝盛衰的财政原因》、《阿合马理财的历史功绩》、《诸葛亮北伐期间的军粮补给问题》、《试论镇海屯田》等论著。为教学和科研做出积极的贡献。
1989年退休后，用大量的经历研究中国传统文化与现代管理的关系，他重点从三个方面论述：一是一般文化与管理，二是兵学文化与管理，三是儒学文化与管理。四次参加全国性学术会议、一次参加国际学术会议，所参会提交的五篇论文全部获奖（其中三篇为省部级奖项）。
1990年——1992年兼任《内蒙古大辞典》副主编，并为该辞典300多万字中的100多万字完成统稿工作。该辞典曾经荣获中宣部“五个一工程”入选作品奖，当时辞典的名义主编布赫同志请全体编委吃了一顿庆功宴（刘云山同志参加），宣布稿酬捐献给“希望工程”，编委们无怨无悔。1997年兼任《中国蒙古文学库》编委会委员兼总统稿人，至2005年病逝前，参与出版了11个分册（计划出版30个分册）。

晚年的徐志清还担任中国古代管理思想研究会会员、内蒙古自治区蒙古族经济史研究会会员、中国孙子兵法研究会会员。徐老师的许多论著发表在相关学术刊物上。许多自编的讲稿成为有关学校的教材。广东商学院、内蒙古经济干部管理学院、包头师范学院曾经多次邀请讲授相关课程。世界华人优秀人物汇编将他编入其中。被福建省徐氏族谱修编委员会聘为总顾问（徐氏族谱名为《儒山志》）。